# 조선공산당
조선공산당(朝鮮共産黨, 러시아어: Коммунистическая партия Кореи, 영어: Communist Party of Korea)은 1925년 4월 17일 창건된 조선의 공산당이다. 1928년 일본의 탄압과 내부분열로 해산되었다가 1945년 8월 15일과 8월 20일 각각 장안파와 재건파가 출범하였다. 8월 24일 최종통합되어 조선공산당이라는 당명으로 재건되었다가 1946년 11월 23일 조선신민당, 조선인민당과 합당하여 남조선로동당의 전신이 되었다.

## 연혁

### 공산당 창당
조선의 공산주의 운동은 1919년 리다자오, 천두슈, 마오쩌둥 등이 중국 오사 운동에 참여한 이후 조선 유학생들이 일본과 중국 유학 기간 동안 그 운동의 영향을 접하면서 점차 수면으로 나오기 시작하였으며, 구소련의 10월 혁명에 그 영향을 동시에 받은 인사들이 중심축이 되어 조선공산당이 설립되었다. 하지만 엠엘파, 화요파, 서울파 등 파벌들의 난립으로 코민테른에서 서로 자기들이 조선공산당의 주동 세력이라고 주장할 정도로 심각한 진통을 겪었다.
중국공산당의 역사적 궤적에 따라서 1921년 1월 고려공산당 대회가 중국 상하이에서 열렸고, 1924년 12월 조선공산당 지부를 중국 베이징에 설립하였다. 1925년 4월 17일 서울 시내 식당 아서원에서 박헌영, 김단야, 조봉암 등에 의해 비밀리에 조선공산당이 정식으로 창립되었고 초대 책임 비서로 김재봉(金在鳳)을 선출했다. 이어 4월 18일 박헌영의 집에서 당의 외곽단체인 고려공산청년회를 결성하는 데 성공하고, 상하이 고려공산청년회 책임 비서였던 박헌영을 고려공청회 책임비서로 선임하였다. 이 당은 화요회 출신이 주동이 되어 이 당을 조직하였다고 하여 일명 '화요회당' 이라고도 불렀다. 그러나 1925년 11월, 김재봉이 일본 경찰에 의해 구속되면서 해체와 재건을 거듭한다.

##### 공산당 창당 전문
조선공산당은 국제공산당이 그러함과 마찬가지로 그 한 지부로서 폭력혁명에 의거하여 공산주의 건설을 목적으로 하는 것임은 물론이다. 조선문제로서는 공산당 지도 아래에 노동자 농민의 결합에 의하여 공동전선을 전개하고, 일본제국의 통치를 변혁하여 그 사유재산제도를 부인하려는데 있다.

세계 프롤레타리아 국가 건설을 위해서는 자본주의들인 일본의 제국주의를 타파하고 식민지 조선의 독립을 도모하지 않으면 아니된다. 민족문제의 해결은 프롤레타리아 독재의 일부로 된다. 조선에서의 혁명적 의의는 이와 같이 이해되어야 할 것이다. 프롤레타리아 독재로의 민족운동을 원조함은 물론, 전술로서 민족주의적 단체와 제휴하여 이를 이용하는 것은 이미 배우고 있다. 노동운동으로, 소작쟁의로 파고들어간다. 학교의 맹휴도 그 대상이 되고 있다. 그리하여 그 조직에서는 각 방면의 야체이카를 부식하고, 모든 표현단체에 프락치를 만든다.

### 제1차 공산당 사건

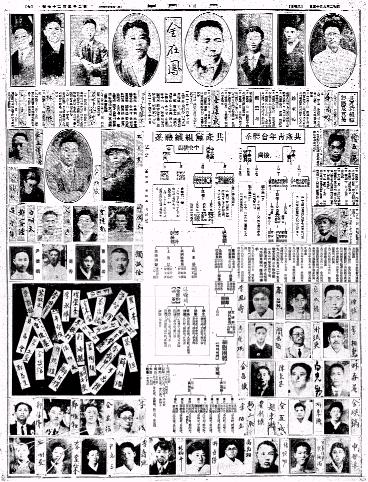
1927년 9월 13일자 동아일보. 조선공산당 검거와 재판을 다룬 당시 신문기사다. 본래 이 검거사건은 1925년 말에 일어났는데, 일제의 보도 통제로 전혀 보도되지 않다가 1927년에 가서야 처음으로 신문에 보도되기 시작했다. 기사 내용은 책임비서 김재봉을 비롯한 재판을 받은 관계자들의 사진과 조직표가 신문 전면을 채우고 있다.

김재봉과 박헌영은 공산당조직확대와 고려공산청년회원 모스크바파견훈련을 비밀리에 적극 추진하다가 1925년 11월 22일 평안북도 신의주에서 조선총독부 밀정에 의해 그 계획이 탄로되었고, 김재봉, 강달영 등이 체포되었다. 이후 신의주는 물론이고 간도에 있던 조선공산당의 근거지까지 수색, 곧 일제 경찰에 일망타진되었다. 이것이 제1차 조선공산당사건이다.

### 제2차 공산당 사건
1925년 12월 서울에서 조선공산당이 극비리에 2차로 재조직되었다. 재조직된 공산당원들은 1차 공산당에 가담했던 인물들로, 당 책임비서에는 강달영(姜達永), 고려공산청년회의 책임비서에는 권오설(權五卨)이 각각 선출되었다. 이들은 모두 화요회의 요인이며 제1차 조선공산당의 당원이기 때문에 이들에 의한 제2차 조선공산당 및 고려공산청년회 재건은 사실상 제1차 당 및 공산청년회의 후속조직이었다. 그러나 '강달영당'으로 부른다. '강달영당'의 정치목표는 좌우연합의 국민적 당을 조직하여 공산당이 실권을 장악하려는 것이었다. '강달영당'은 민족주의진영과 천도교 중진 등과도 접촉을 시도, 민족적 기반의 좌우연합당을 성취하기 위한 정치적 목적을 추진하였다. 1926년 6·10 만세운동의 참여를 통하여 3·1 운동을 재현하려던 강달영당의 계획은 거사 직전에 밀정에 의해 탄로되어 일망타진당하면서 좌우연합당은 실현되지 못하고, 간부들은 구속되고 강달영당은 강제해산당했다. 이를 제2차 조선공산당사건이라고 한다.

#### 정우회 선언
1926년 11월 일본에 있던 사회주의 유학생단체인 일월회(一月會)의 간부인 안광천(安光泉), 하필원(河弼源) 등이 국내에 비밀리에 잠입하였다. 이들은 곧 선언서를 발표하였다. 이 선언에서 한국의 사회주의 운동은 민족주의 운동을 무시하거나 경시하여서는 안 되며 종래의 경제투쟁형태를 정치투쟁형태로 바꾸어야 한다며 노선의 전환을 주장하였다. 이 선언을 정우회선언(正友會宣言)이라고 한다. 이 선언은 민족주의와 사회주의 양 진영의 협동을 추진하자는 내부의 의견을 결집시켰다.

### 제3차 공산당 사건(ML당 사건)
12월 정우회선언에 따라 조선공산당이 재건되었다. 이를 ML(M당이라고 한다. 이 당은 조선공산당사상 이른바 ‘파쟁청산의 통일적 당’이라고 한다. 코민테른은 ML당에 대하여 당조직 운영방침, 단일의 민족혁명전선 조직방침 및 운영방침 등에 대한 11개 조의 지령을 비밀리에 내려보냈으며 특히 단일 민족혁명전선의 운영방침을 명시한 것은 주목할만하다.
그러나 ML당은 경찰의 추적을 피하기 위하여 당책임비서를 김철수·안광천·김준연(金俊淵)·김세연(金世淵) 등으로 수시로 바꾸었지만, 그들은 1928년 2월 일경에 의해 검거되고 말았다. 이 당의 고려공산청년회도 당과 같은 이유로 책임비서로는 양명(梁明)·하필원·김철(金哲) 등으로 자주 바꾸다가 당과 함께 검거당하였다.

### 춘경원당
1927년 12월 정통파조선공산당에서 배제된 이영(李英) 등이 서울 춘경원(春景園)에서 ML당의 정통성을 탈취하기 위하여 ML당과는 별도로 조선공산당을 결성하였다. 그러나 코민테른의 승인을 얻지 못하고 1928년 4월과 6월에 일제경찰에 일망타진되고 말았다. 비정통파 조선공산당 또는 춘경원당(春景園黨)이라고도 한다.

### 제4차 공산당 사건
1927년 5월 근우회가 발족되었고, 1928년 2월에 제3차 조선공산당사건(ML당 사건)으로 김준연 등 34명이 구속되었다. 7월에는 제4차 조선공산당사건으로 170여명이 구속되었고, 9월에는 간도공산당사건이 일어나 조선총독부의 탄압에 의해 강제해산되었다.

### 제5차 공산당 사건
1929년 2월에는 원산노동연합회가 총독부의 노동운동 탄압에 맞서 원산 총파업 투쟁을 벌였다. 그해 6월 제5차 공산당사건으로 인정식 등 50여 명이 구속되었다. 이때 안광천 등은 북경에서 조선공산당재건동맹을 조직하였다.
1930년에는 여학생 만세시위 사건으로, 사회주의계와 기독교계가 혼재된 여성운동단체인 근우회의 사회주의 계열 간부들이 대거 검거되었다.

### 광복 이후
조선공산당은 이후 1945년 9월 11일 국내파 공산주의자들에 의해 재건되었다. 소군정은 코민테른 즉, 국제공산당의 "1국 1당원칙"에 의거해 조선공산당을 승인하고 김일성에게 '북조선분국'을 세우도록 지시했다. 1945년 12월 17일에 열린 조선공산당 북조선분국 제3차 확대집행위원회에서 소련 점령군 사령부의 각본에 따라 김일성이 책임 비서로 선출되었다.

### 임시정부와의 관계
조선공산당은 상하이 임시정부의 법통에 비판적 입장이었다. 1945년말 임정 요인들의 귀국 직전 조선공산당은 대한민국 임시정부의 공헌은 어느 정도 인정하지만 일제의 식민지 체제하에서 악전고투하며 구사일생해 온 것은 노농대중이고, 이들이 민족해방의 주체라고 주장하였다. 즉, 국내 혁명세력을 민족해방운동의 중심에 두고 인공이 그것을 이어받았다는 이유를 들어 임정 추대에 반대하였다.

### 후반 활동
1946년 1월 3일 조선공산당 중앙위원회는 민족통일자주독립촉성 서울시민대회를 열었다. 원래 서울시민대회는 신탁통치 반대를 위한 대회였는데, 갑자기 찬탁으로 바뀐 채 모스크바 삼상회의의 결정을 지지하는 결의를 하였다. 이는 조선 공산당을 비롯한 좌익이 극단적인 폭력투쟁노선과 더불어 인민들에게 외면받는 원인이 되었다.
실질적으로 조선공산당은 김일성의 빨치산파의 압력을 받고 있었으며, 빨치산파가 조선공산당 북조선분국을 북조선로동당으로 개칭하자 남조선에서도 조선공산당, 조선신민당, 조선인민당과 합당하여 남조선로동당이 세워졌다.
북조선로동당과 남조선로동당은 1949년 6월 30일 조선로동당으로 이름을 바꿔 합쳐졌으나 실권은 소군정을 등에 업은 빨치산파에 남아 있었다. 박헌영을 지도자로 한 옛 남로당 인사들은 로동당 내에서 남로당파를 형성하였으나, 한국전쟁이후 모두 숙청의 대상이 되었다.

## 조선공산당 지도자

### 제1차 조선공산당
- 1대 : 김재봉(金在鳳) 1925년4월 17일 - 1925년 11월, 일제당국에 의해 구속[3](제1차 조선공산당 사건)
  - 조직부장 : 조동호
  - 선전부장 : 김 찬
  - 인사부장 : 김약수
  - 노농부장 : 정해운
  - 조사부장 : 주종건
  - 고려공산청년회 책임비서 : 박헌영(朴憲永) 1924년4월 18일 - 1925년 11월,

- (임시) : 박헌영(朴憲永) 1925년 11월 - 1925년 12월

### 제2차 조선공산당
- 2대 : 강달영 1925년 12월 - 1926년 2월
  - 고려공산청년회 책임비서 : 권오설(權五卨) 1925년 12월 - 1926년 2월,

- 3대 : 강달영 1926년 2월 - 1926년, 6.10 만세 운동에 가담, 실패로 해산(제2차 조선공산당 사건)
  - 중앙간부 : 이준태(李準泰)
  - 중앙간부 : 김철수
  - 중앙간부 : 홍남표
  - 중앙간부 : 이봉수(李鳳洙)
  - 고려공산청년회 책임비서 : 권오설(權五卨) 1926년 2월 - 1926년,

### 제3차 조선공산당(속칭 M.L당)
- 4대 : 김철수 1926년 9월~
- 5대 : 안광천
- 6대 : 김준연
- 7대 : 김세연 ~ 1928년 8월, 일제에 의해 검거, 제3차 조선공산당 사건

- - 고려공산청년회 책임비서 : 양명(梁明)->하필원->김철(金哲)

### 비정통파 조선공산당
(속칭 춘경원당(春景園黨))
- 이영(李英) 1927년 12월 ~ 1928년 6월

### 제4차 조선공산당
- 8대 : 차금봉(車今奉, 노동자 출신 최초의 당수), 1928년 3월 ~ 1928년 7월, 7월 일제에 의해 170명 차금봉·김재명 등 고문치사, 170명의 구속·검거로 사실상 조직이 와해됨, 제4차 조선공산당 사건
  - 고려공산청년회 책임비서 : 고광수(高光洙)

### 12월 테제 이후
- 박헌영 1928년 12월 10일 ~ 1945년 8월 14일 : 12월 테제로 조선공산당 임시 해산, 조선공산당 재건운동 조직의 지도자

### 장안파 조선공산당
- 책임비서 : 이영 1945년 8월 15일 ~ 1945년 8월 24일
- 제2비서 : 리승엽 1945년 8월 15일 ~ 1945년 8월 24일
- 서기 : 하월원

### 재건파 조선공산당
- 박헌영 : 1945년 8월 16일 ~ 1946년 11월 23일

## 같이 보기
| - 엠엘파 - 화요파 - 서울파 - 빨치산파 - 박헌영 - 조봉암 - 리승엽 - 최용건 - 김일성 - 중국공산당 - 조선로동당 - 조선신민당 - 조선인민당 - 남조선로동당 - 사회로동당 - 조선인민군 - 군정기 | - 조선공산당 재건 운동 - 하우스 키퍼 - 안광천 - 최창익 - 김원봉 - 김준연 - 김조이 - 송봉우 - 신일룡 - 임원근 - 장건상 - 주세죽 - 허정숙 - 허헌 |